# Richard Stokes
Pour les articles homonymes, voir Stokes.
Richard Rapier Stokes, né le 27 janvier 1897 et mort le 3 août 1957,, est un homme politique britannique.

## Biographie

### Jeunesse
Fils d'un avocat et de la riche héritière de l'entreprise d'ingénierie Ransomes and Rapier, Richard Stokes est le cinquième de huit enfants. À l'issue de sa scolarité en 1915, il intègre l'Académie royale militaire de Woolwich puis est posté sur le front de l'Ouest avec le Régiment royal d'artillerie durant la Première Guerre mondiale. Son oncle Frederick Stokes est l'inventeur du mortier Stokes, et fait fortune grâce à la guerre. Promu major en 1917, et décoré de la Croix militaire et de la Croix de guerre, Richard Stokes à l'issue du conflit a acquis « une profonde horreur et une profonde haine de la guerre ». Dans le même temps, il perçoit la Révolution bolchévique en Russie comme une menace, et devient « passionnément anticommuniste »,.
De retour au Royaume-Uni, il étudie l'ingénierie au Trinity College de l'université de Cambridge et rejoint l'entreprise familiale Ransomes and Rapier. Il en devient le directeur général, et y introduit dans les années 1930 des congés payés et une semaine de quarante-cinq heures pour les ouvriers, ainsi qu'un partage des profits de l'entreprise avec les ouvriers.

### Entrée en politique
Élevé dans la foi du catholicisme romain, il adopte les idéaux du socialisme chrétien et devient membre du Parti travailliste en 1934. Il est le candidat malheureux du parti dans la circonscription de Glasgow-centre aux élections législatives de 1935 puis entre au Parlement en remportant une élection partielle dans la circonscription d'Ipswich en février 1938. Tenté par le fascisme, il rejoint brièvement des organisations chrétiennes antisémites et -en contradiction avec la ligne du Parti travailliste- soutient la politique d'apaisement menée par le gouvernement conservateur de Neville Chamberlain à l'égard des puissances fascistes. Il appelle le gouvernement à se soucier non de l'Allemagne nazie mais de la menace que poserait l'Union soviétique de Staline,,.
En janvier 1940, là encore en contradiction totale avec les positions du Parti travailliste, il publie un pamphlet appelant à une paix négociée avec l'Allemagne, arguant qu'Adolph Hitler ne souhaite pas la guerre mais y a été contraint. Il demande que le Royaume-Uni reconnaisse les prétentions territoriales allemandes en Pologne. Une Allemagne forte, pense-t-il, serait un rempart face à l'expansionnisme soviétique que la Seconde Guerre mondiale risquerait de provoquer. Durant la Guerre, il critique vivement au Parlement la politique de bombardements stratégiques du territoire allemand par les Alliés, qu'il décrit comme inhumaine. De 1945 à 1950 il travaille secrètement pour le MI6 en coopérant avec divers groupes de fascistes d'Europe de l'Est exilés au Royaume-Uni pour voir comment affaiblir l'État soviétique. Son travail dans ce domaine est inconnu des dirigeants du Parti travailliste. Dans le même temps, il prend publiquement la défense des prisonniers de guerre allemands toujours détenus au Royaume-Uni, et fait campagne pour leur libération,,.

### Ministre
Après les élections de 1950, Herbert Morrison, anticommuniste et numéro deux du gouvernement travailliste, persuade le Premier ministre Clement Attlee d'accorder à Richard Stokes le poste de ministre des Travaux publics. En avril 1951 Clement Attlee l'intègre au Cabinet en le faisant lord du Sceau privé, puis le fait également ministre des Matériaux en juillet, chargé de veiller à l'approvisionnement en matériaux des industries nationalisées. Les travaillistes perdent toutefois les élections anticipées en octobre et perdent le pouvoir. Richard Stokes devient un temps porte-parole de l'opposition travailliste pour les questions de Défense. Il meurt en août 1957 d'une embolie pulmonaire à la suite d'un accident de voiture.